# MacArthur, Leyte
MacArthur (Bayan ng MacArthur) är en kommun i Filippinerna. Kommunen ligger på ön Leyte, och tillhör provinsen Leyte. Folkmängden uppgår till 16 844 invånare.

## Barangayer
MacArthur är indelat i 31 barangayer.
| - Batug - Burabod - Capudlosan - Casuntingan - Causwagan - Danao - General Luna - Kiling - Lanawan - Liwayway - Maya | - Oguisan - Osmeña - Palale 1 - Palale 2 - Poblacion District 1 - Poblacion District 2 - Poblacion District 3 - Pongon - Quezon - Romualdez | - Salvacion - San Antonio - San Isidro - San Pedro - San Vicente - Santa Isabel - Tin-awan - Tuyo - Doña Josefa - Villa Imelda |